# 丘福
丘 福（きゅう ふく、1343年 - 1409年）は、明初の将軍。濠州鍾離県の出身。

## 生涯
初めは下級兵士であったが、朱棣に才能を見出され将軍に抜擢され、武勇に長けていたことから信任を受けた。主にモンゴルとの戦いで功績を挙げ、燕山中護衛1000戸を与えられた。
建文元年（1399年）に発生した靖難の変では建文帝の水軍を破るという功績を挙げた。そのため、朱棣が永楽帝として即位すると、第1の功臣として中軍都督府左都督・淇国公を授位されている。
その後も北元との戦闘に参加し数多くの戦果を上げている。永楽7年（1409年）には大遠征を実施し、オルジェイ・テムル率いる北元軍に大勝した。しかし周囲の慎重策を無視して追撃した結果、オルジェイ・テムルの反撃に遭い、北元軍の伏兵により丘福は戦死、明軍も壊滅的な打撃を受けた。享年67。
永楽帝はこの敗戦の責任として丘福の爵位・官位・名誉を全て剥奪し、一族は全て海南島に流罪とされた。
丘福は武勇に長けていたが、知略に乏しい人物であったと伝えられる。その一方で永楽帝の次男である朱高煦を支持し立太子工作を行っており、死後に一族が処罰されたのは後継者問題に関係するものとも考えられている。